# Neocerdistus acutangulatus
Neocerdistus acutangulatus là một loài ruồi trong họ Asilidae. Neocerdistus acutangulatus được Macquart miêu tả năm 1847.